# Përmet

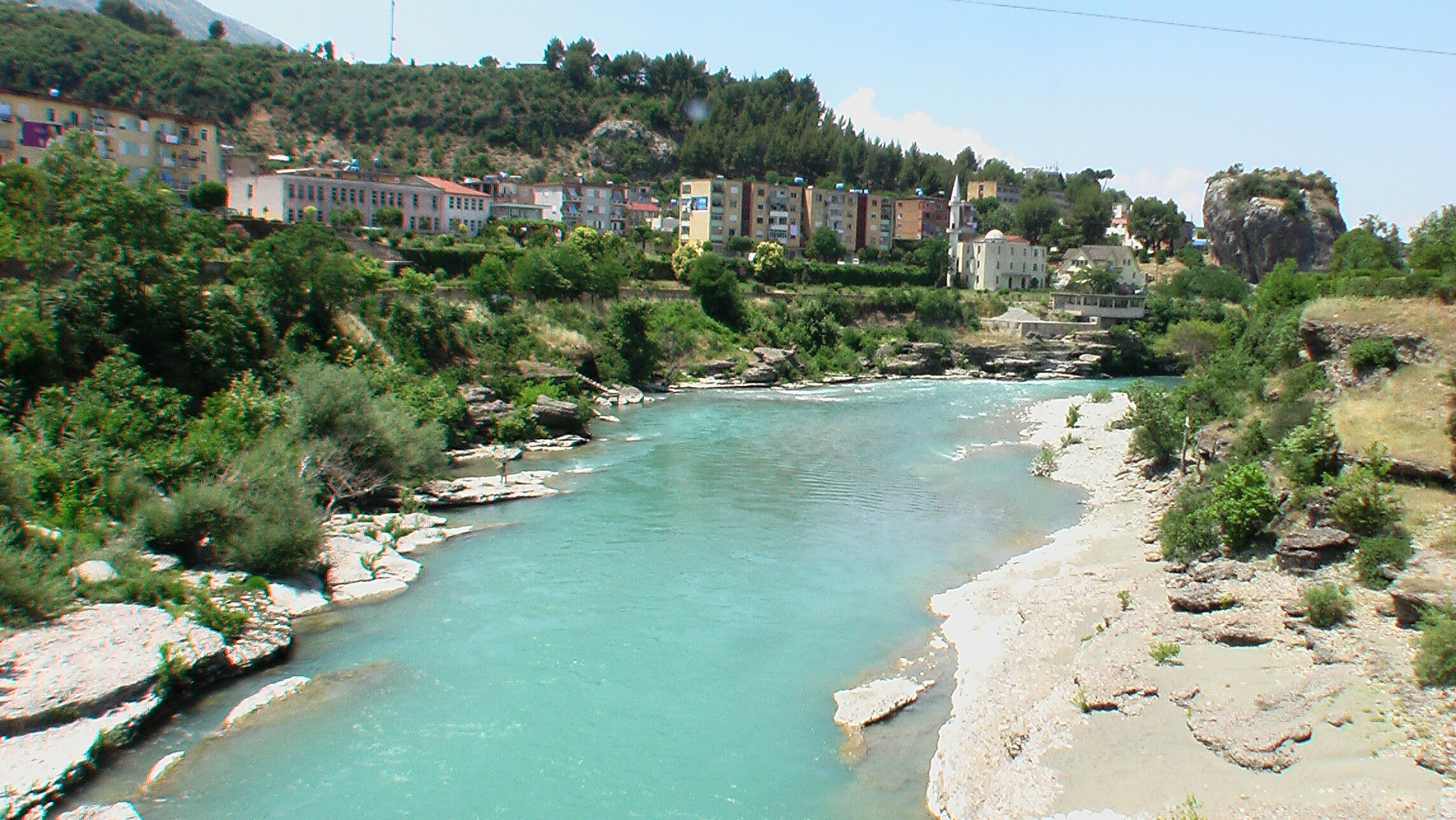
Përmet

Përmet là một đô thị trong quận Përmet thuộc hạt Gjirokastër, Albania. Dân số năm 2005 là 7717 người.